# Powiat płoński

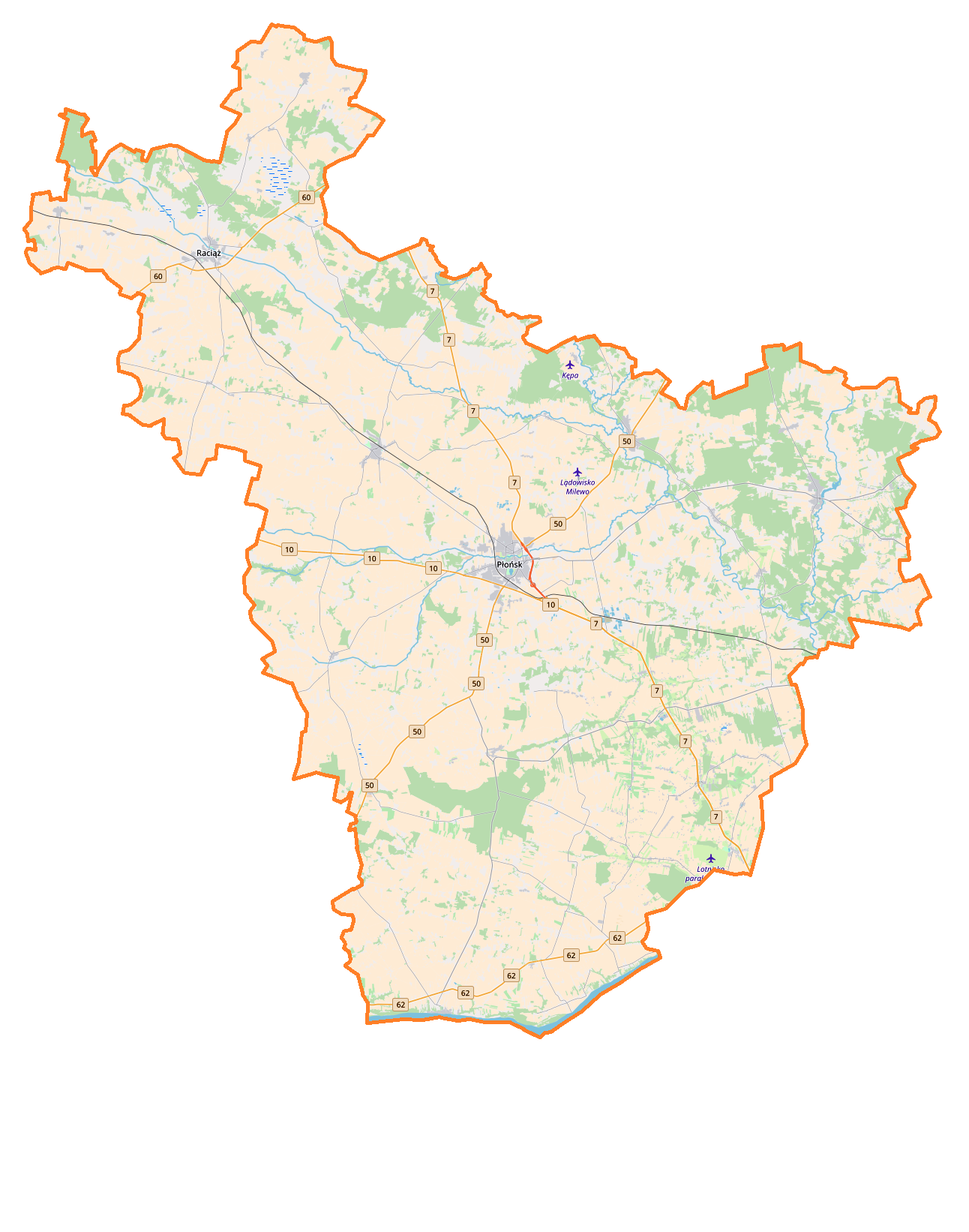
Mapa powiatu

Powiat płoński – powiat w Polsce (w północno-zachodniej części województwa mazowieckiego), utworzony w 1999 roku w ramach reformy administracyjnej. Jego siedzibą jest miasto Płońsk.
W skład powiatu wchodzą:
- gminy miejskie: Płońsk, Raciąż
- gminy miejsko-wiejskie; Czerwińsk nad Wisłą, Nowe Miasto, Sochocin
- gminy wiejskie: Baboszewo, Dzierzążnia, Joniec, Naruszewo, Płońsk, Raciąż, Załuski
- miasta: Czerwińsk nad Wisłą, Nowe Miasto, Płońsk, Raciąż, Sochocin

Według danych z 31 grudnia 2019 roku powiat zamieszkiwały 87 054 osoby. Natomiast według danych z 30 czerwca 2020 roku powiat zamieszkiwało 86 868 osób.

## Demografia

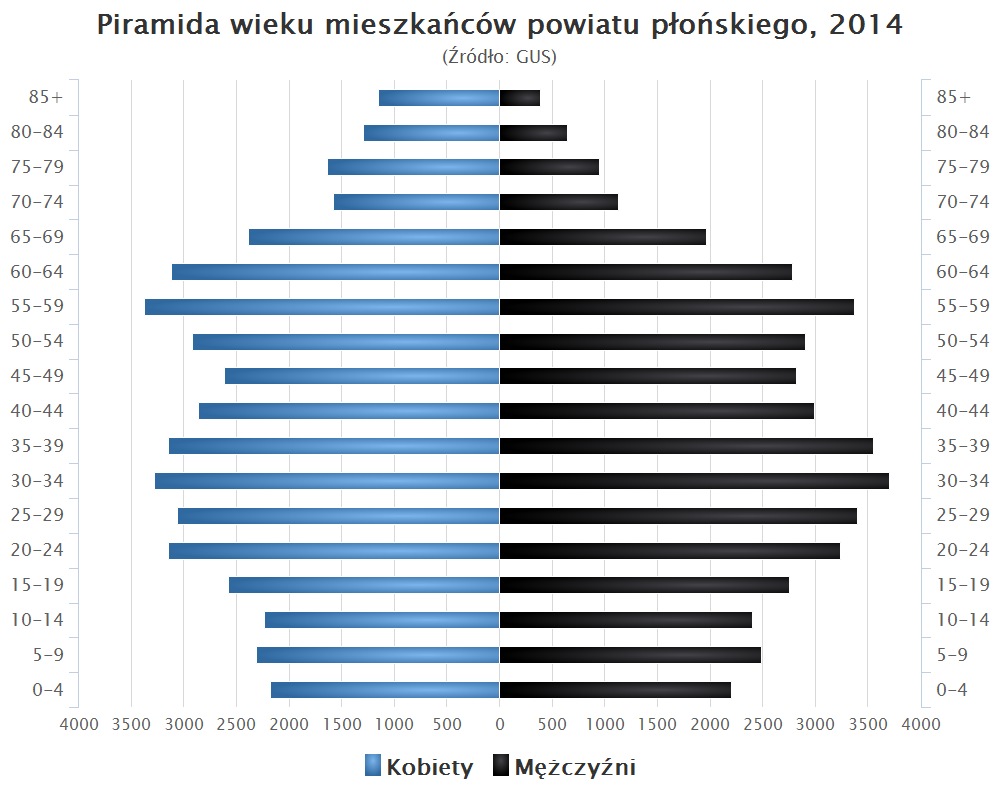
Piramida wieku mieszkańców powiatu płońskiego w 2014 roku

Liczba ludności (dane z 30 czerwca 2005):
|        | Ogółem | Ogółem | Kobiety | Kobiety | Mężczyźni | Mężczyźni |
| osób   | %      | osób   | %       | osób    | %         |           |
| ------ | ------ | ------ | ------- | ------- | --------- | --------- |
| Ogółem | 87 584 | 100    | 44 423  | 50,72   | 43 161    | 49,28     |
| Miasto | 26 992 | 30,82  | 14 161  | 16,17   | 12 831    | 14,65     |
| Wieś   | 60 592 | 69,18  | 30 262  | 34,55   | 30 330    | 34,63     |

▶Wieś vs ▶miasto
Ogółem (▶k, ▶m)
Miasto (▶k, ▶m)
Wieś (▶k, ▶m)

## Władze powiatu płońskiego od 1998 roku
- 1998-2002: starosta – Kazimierz Dąbkowski (SLD); wicestarosta – Jan Mączewski (PSL); przew. Rady – Dariusz Starczewski (bezpartyjny)
- 2002-2006: starosta – Kazimierz Dąbkowski (SLD); wicestarosta – Jan Mączewski (PSL); przew. Rady – Ryszard Gortat (Wspólnota Samorządowa)
- 2006-2010: starosta – Jan Mączewski (PSL); wicestarosta – Andrzej Stolpa (KWW Inicjatywa Ponad Podziałami); przew. Rady – Kazimierz Dąbkowski (KWW IPP)
- 2010-2014: starosta – Jan Mączewski (PSL); wicestarosta – Andrzej Stolpa (PSL); przew. Rady – Małgorzata Mucha (bezpartyjna, kandydowała z list SLD) (od 29.02.2012 r.), Artur Czapliński (PiS) (do 29.02.2012 r.)
- 2014-2018: starosta – Andrzej Stolpa (PSL); wicestarosta – Anna Dumińska-Kierska (PSL); przew. Rady – Jan Mączewski (PSL)
- 2018-2024: starosta – Elżbieta Wiśniewska (KWW Razem dla Samorządu); wicestarosta – Krzysztof Wrzesiński (PiS); przew. Rady – Dariusz Żelasko (KWW RdS)[5]
- od 2024: starosta – Artur Adamski (KWW Razem dla Samorządu); wicestarosta – Jacek Ryziński (KKW Trzecia Droga PSL-PL2050 Szymona Hołowni); przew. Rady – Andrzej Stolpa (KKW Trzecia Droga PSL-PL2050 Szymona Hołowni).

## Sąsiednie powiaty
- powiat ciechanowski
- powiat pułtuski
- powiat nowodworski
- powiat sochaczewski
- powiat płocki
- powiat sierpecki
- powiat żuromiński
- powiat mławski